# Noah Pallas
Noah Pietari Pallas (* 9. Februar 2001 in Helsinki) ist ein finnischer Fußballspieler, der hauptsächlich als linker Verteidiger für den Eliteserien Club Vålerenga spielt.

## Karriere

### Verein
Nachdem er drei Spielzeiten in der Kakkonen-Liga für KäPa und Honka II gespielt hatte, unterzeichnete Pallas am 1. Januar 2022 einen Zweijahresvertrag beim Veikkausliiga-Club AC Oulu. Sein Debüt in der Veikkausliiga gab er am 24. April 2022 in einem Auswärtsspiel gegen IFK Mariehamn, bei dem er die vollen 90 Minuten spielte. Er etablierte sich schnell in der Startelf von AC Oulu in der Veikkausliiga. Nach zwei Spielzeiten wechselte er Anfang 2024 zum amtierenden Meister HJK Helsinki. Auch hier konnte er sich als Stammspieler etablieren und kam zu Einsätzen in der Liga sowie der Conference League. Anfang 2025 wechselte er zum norwegischen Klub Vålerenga.

### Nationalmannschaft
Pallas wurde am 4. Januar 2023 erstmals in die finnische A-Nationalmannschaft berufen, für zwei Freundschaftsspiele gegen Schweden und Estland, als Ersatz für Tuomas Ollila. Sein Debüt in der finnischen Fußballnationalmannschaft gab er am 12. Januar 2023 gegen Estland. Sein erstes Pflichtspiel für die Nationalmannschaft bestritt er am 19. Juni 2023 im Qualifikationsspiel zur UEFA Euro 2024 gegen San Marino.

## Persönliches
Sein Zwillingsbruder Emil Pallas ist ebenfalls professioneller Fußballspieler und spielt für Ekenäs IF.